# Justizpalast

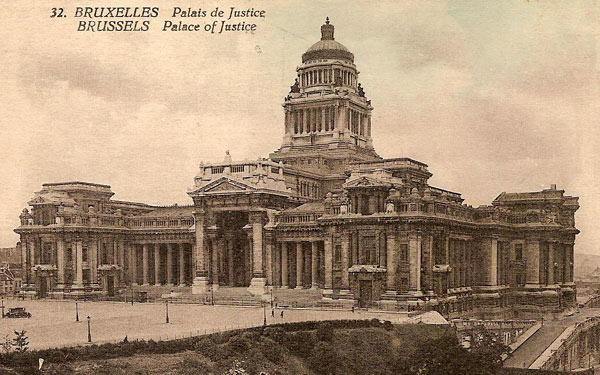
Justizpalast Brüssel

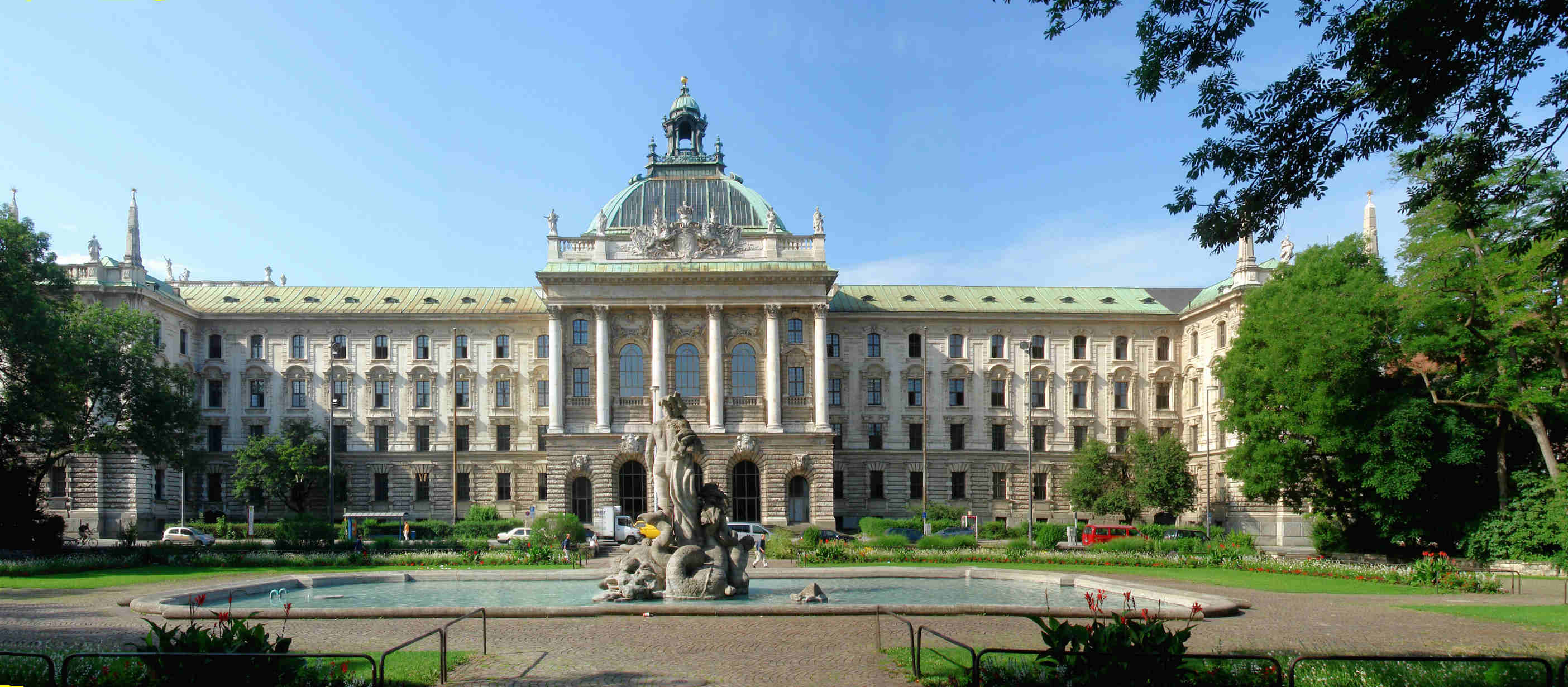
Justizpalast München

Als Justizpalast werden monumentale Gebäude bezeichnet, die Sitz von Gerichten, Justizministerien  und anderen Justizbehörden sind. Justizpaläste wurden insbesondere im späten 19. Jahrhundert und frühen 20. Jahrhundert errichtet, oft im Stil des Historismus.
Bekannte Beispiele sind:
- der Justizpalast in Alexandria (erbaut 1884–1887)
- der Justizpalast in Augsburg (erbaut 1871–1875)
- der Justizpalast von Barcelona (erbaut 1887–1908)
- der Justizpalast in Bayreuth (erbaut 1901–1904)
- das Justizgebäude in der Littenstraße in Berlin-Mitte (zweitgrößtes Gebäude der Stadt nach dem Berliner Schloss, heute ein Sitz des Landgerichts Berlin)
- der Justizpalast in Bozen (erbaut 1939–1956)
- der Justizpalast in Brüssel (erbaut 1866–1883, größter Justizpalast des 19. Jh.)
- der Justizpalast in Budapest (erbaut 1893–1896)
- der Justizpalast in Bukarest (erbaut 1890–1895)
- der ehemalige Justizpalast in Düsseldorf (erbaut 1913–1923)
- der Justizpalast in Florenz (fertig gestellt 2005, zweitgrößtes Gerichtsgebäude Italiens)
- das Justizgebäude in Glasgow (erbaut 1811)
- der Justizpalast in Istanbul (erbaut unter Recep Tayyip Erdoğan, größter moderner Justizpalast der Welt)
- der Justizpalast in Kassel (erbaut 1875–1882)
- der Justizpalast in Kaunas, Litauen (eröffnet 2008)
- das Justizgebäude des Oberlandesgerichts Köln (erbaut 1907–1911)
- der Palais de Justice in Lausanne (erbaut 1881–1886, ehemaliger Sitz des Bundesgerichts)
- der Justizpalast in Magdeburg (erbaut 1900–1906)
- das Justizgebäude des Hanseatischen Oberlandesgerichts (erbaut 1912)
- der Justizpalast in der Via Freguglia in Mailand (Sitz des Mailänder Appellationshofes, erbaut in der Zeit des italienischen Faschismus)
- der Justizpalast in München (erbaut 1891–1897 von Friedrich von Thiersch)
- der Justizpalast in Nürnberg (erbaut 1909–1916; Schauplatz der Nürnberger Prozesse)
- der Justizpalast in Sofia (erbaut 1929–1940)
- der Justizpalast in Straßburg (erbaut 1894–1897)
- das ehemalige Justizgebäude in Stuttgart (erbaut 1875–1879; 1944 zerstört)
- der Justizpalast in Wien (erbaut 1875–1881 von Alexander Wielemans von Monteforte)
- der Justizpalast in Beirut (erbaut 1959–1963) von Farid Trad
- der Justizpalast (eröffnet 1986) in Kuwait-Stadt
- der Justizpalast in Ljubljana